# 1986年飓风邦尼
飓风邦尼（英語：Hurricane Bonnie）是1986年6月在美国墨西哥湾沿岸地区造成中等程度破坏的一场飓风，也是1986年大西洋飓风季第二场获命名的风暴和首场飓风，源自6月23日墨西哥湾中部上空的低气压区。系统总体向西北偏西方向移动并逐渐增强，于次日成为热带风暴并获名“邦尼”。6月25日，气旋又升级成飓风。经过进一步强化，风暴达到最大持续风速每小时140公里的最高强度，而且不久后就从德克萨斯州高岛附近登陆。登陆后，邦尼的风速很快就降至低于热带风暴标准，最终于6月28日在密苏里州上空消散。
德克萨斯州和路易斯安那州有约2万2000人在飓风来袭前疏散。邦尼登陆期间产生强烈风暴潮，并以萨宾帕斯（Sabine Pass）最高，达1.5米。波尔克县的艾斯（Ace）降雨量高达330毫米，是气旋产生降水最多的所在，导致部分街道被淹，还摧毁利柏提县境内一座小型水坝。飓风在阿瑟港区域夺走三条人命，其中两人是因交通意外丧生，另有一名部分瘫痪的女性死于住房火灾。路易斯安那州西北部也受到洪灾影响，单什里夫波特地区就有381幢房屋、20家企业和80个主要公路和交叉路口被淹。气旋催生出11场龙卷风，同风暴本身产生的中等强度风力共同影响，在该州西南部摧毁约25户民居。总体而言，飓风邦尼共造成五人遇难，损失总额约为4200万美元（1986年美元）。

## 气象历史
1986年6月中旬，从墨西哥湾最东北角延伸至佛罗里达州北部上空的一片几乎没有移动的大范围冷锋发展出相互关联的中层环流中心。6月20日，系统内发展出微弱且混乱的低气压区，并于次日同冷锋一起经过坦帕湾。据卫星图像显示，进入墨西哥湾东部期间，系统中关联的对流很少，但近海浮标在此期间所测数据表明风向还是有所转变。到了6月23日，环流顶端的深层对流已有充分组织，美国国家飓风中心于是将中心位于佛罗里达州开普科勒尔西南方向约535公里海域的扰动天气归类成热带低气压。气旋总体朝西面和西北偏西方向穿越墨西哥湾中部，美国国家飓风中心于协调世界时6月24日下午15点派出飓风猎人侦察机飞入热带低气压，测得每小时95公里风速。约三小时后，气旋就升级成热带风暴并获名“邦尼”（Bonnie）。
据卫星图像显示，邦尼的上层外流在成为热带风暴后的24小时里有显著增长，气旋因此增强。6月25日中午12点前不久，飞入邦尼的侦察机在距海面460米高度测得飓风强度风力。气象机构因此于6月25日下午18点把风暴升级成萨菲尔-辛普森飓风等级标准下的一级飓风。6月26日下午，气旋达到风力时速140公里，最低气压992毫巴（百帕，29.23英寸汞柱）的最高强度。邦尼在加速朝西北方向前进期间强度基本保持不变，直至6月26日上午10点从德克萨斯州高岛（High Island）附近登陆。八小时后，飓风降级成热带风暴，再于6月27日凌晨0点进一步减弱成热带低气压。气旋一直持续到6月28日中午12点，再被密苏里州上空的锋区吸收。

## 防灾措施

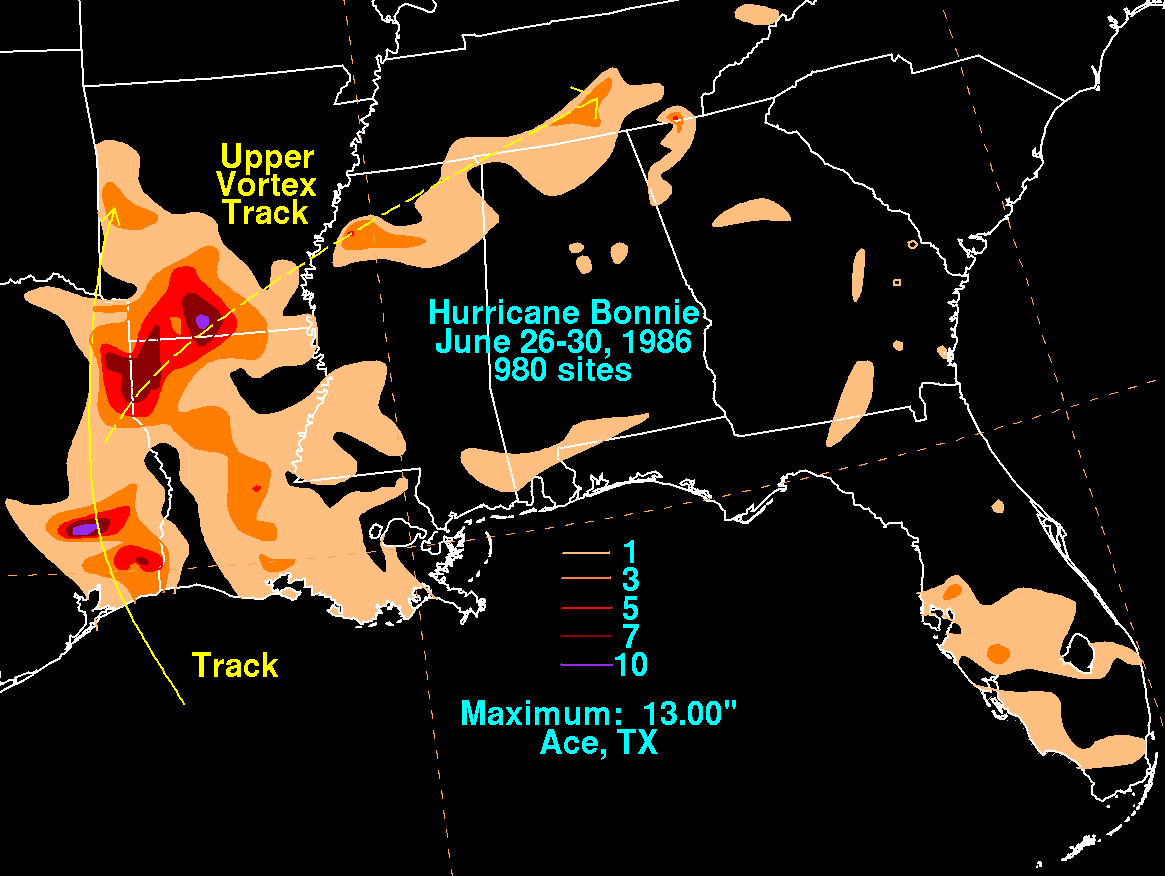
飓风邦尼在美国的降水分布

美国国家飓风中心在将系统归类成热带低气压时就指出，气旋很可能会从德克萨斯州阿瑟港附近登陆，联邦政府官员因此有充足时间警告当地居民可能会有飓风来袭。气象部门还在风暴登陆前向美国墨西哥湾沿岸地区发布热带气旋警告。6月25日中午12点，美国国家飓风中心向德克萨斯州卡尔霍恩县的奥康纳港（Port O'Connor）到密西西比河河口间发布烈风警告和飓风观察预警。数小时后，路易斯安那州摩根城以西至德克萨斯州布拉佐里亚县的弗里波特（Freeport）地区收到飓风警告。风暴来袭前，美国墨西哥湾沿岸地区共有约2万2000居民撤离，其中单加尔维斯顿县就有1万人。

## 影响
飓风邦尼的规模很小，所以造成的破坏也比较小，损失总额约为4200万美元。整场风暴还夺走五条人命，其中德克萨斯州四人，路易斯安那州一人。

### 德克萨斯州
风暴在东德克萨斯州部分地区降下250到330毫米雨量，其中降雨量最高的艾斯达330毫米。受暴雨影响，该州利柏提县东北部一座小型水坝坍塌，引发严重洪灾。哈丁县的松洲长沼泛滥成灾，数以百计的民居和商户进水。多条主干道被淹，其中包括59号美国国道从波尔克县利文斯顿（Livingston）到圣哈辛托县谢柏德（Shepherd）间路段，79号美国国道位于帕诺拉县境内路段，以及哈里森县境内的20号州际公路路段和多条乡镇道路。熊足湖水坝溢出导致多幢居宅受损，约200户家庭被迫疏散。面对洪灾威胁，德克萨斯州东南部共有约1300人逃离家园。气旋所降暴雨引发的洪灾在该州一共造成约500万美元损失。
除降水和洪灾外，邦尼产生的大风令更多民宅和商户受损，气旋还在阿瑟港西南方向数英里外催生出龙卷风。飓风登陆点及其周边地区共有超过1万9000户居民失去供电。德克萨斯州87号州道位于杰佛逊县境内路段因瓦砾占道、电线杆倒塌而封闭。气旋过后，阿瑟港和博蒙特有许多窗户破裂，街上堆满掉落的树枝和瓦砾。德克萨斯州公共安全部位于博蒙特的一座无线电塔被狂风推倒，另有多所学校的屋顶和窗户受损。萨姆·雷伯恩湖有许多码头和船只受损，位于湖岸上的汉克溪码头从系泊处脱落并顺水飘流，另有部分码头被淹。德克萨斯州经确认共有四人遇难，其中两人死于交通事故，一人在室内死于蜡烛引发的火灾，另有一人溺亡。该州还有多人受伤，其中一辆卡车因狂风翻车就导致四人受伤。

### 路易斯安那州
路易斯安那州的大部分灾情发生在卡梅伦堂区。该州西南部共有25套民居（包括拖车和小木屋）被毁，经济损失约40万美元。飓风在韦伯斯特堂区催生出两场龙卷风，其中一场令三户人家的屋顶受损，损失数额约1万5000美元；另一场导致三套移动房屋被毁，另有三套固定住宅和两套移动房屋受到严重破坏，损失总额约20万美元。布兰查德以南附近地区在12小时内就降下260毫米雨量。受洪水影响，20号州际公路从什里夫波特到路易斯安那州和德克萨斯州边界之间路段封闭，位于卡多堂区南部小镇格林伍德（Greenwood）附近路段的积水有1.5米深。
暴雨致使什里夫波特部分地区的积水有三米深，突出其来的暴雨将当地部分居民困在家中，消防员需用船只解救，为了救出被困在某拖车停车场的人员，救援人士还不得不把自己同其他救援者绑在一起行动。市内各地的洪水迫使警方在约50个主要道路的交叉路口设置路障。该市附近的克罗斯湖（Cross Lake）约有80户民宅因进水受损，市内则有约381套民房和20家企业受到洪水破坏。风暴在什里夫波特市内催生出龙卷风，导致什里夫波特市区机场一架飞机被掀翻，另有一套房屋的屋顶受损，多个窗户破损，但没有人员因此受伤。整个路易斯安那州单因洪灾就蒙受价值约1100至1300万美元损失，其中公路和桥梁约400万美元，车辆100至200万美元，房产约500万美元，船只约100至200万美元。该州某湖上有一艘船因遭遇狂风倾覆，船上三名渔夫落水，最终有两人获救，一人丧生。

### 其他地区
邦尼的残留低气压区在美国东南部多个州产生暴雨，但大部分地区的降雨量都不高，但阿肯色州例外，南阿肯色地区机场降雨总量达254毫米。沃希托县有多条道路被洪水冲毁。犹尼昂县也有多条道路和多座桥梁被毁，损失数额约20万美元。79号美国国道位于哥伦比亚县城市马格诺里亚（Magnolia）到沃希托县斯蒂芬斯（Stephens）间路段因积水封闭。受斯马科弗溪泛滥成灾影响，该溪位于犹尼昂县和沃希托县境内河段沿线有20户民居被淹，三或四户人家因此撤离。另外，田纳西州和乔治亚州边境附近也有小范围区域降下暴雨，降雨总量有127毫米。